# Artikel 56 des Grundgesetzes für die Bundesrepublik Deutschland
Artikel 56 des Grundgesetzes für die Bundesrepublik Deutschland regelt den Amtseid des Bundespräsidenten der Bundesrepublik Deutschland.

## Wortlaut
Art. 56 GG lautet seit Inkrafttreten des Grundgesetzes am 24. Mai 1949 wie folgt:
„Ich schwöre, daß ich meine Kraft dem Wohle des deutschen Volkes widmen, seinen Nutzen mehren, Schaden von ihm wenden, das Grundgesetz und die Gesetze des Bundes wahren und verteidigen, meine Pflichten gewissenhaft erfüllen und Gerechtigkeit gegen jedermann üben werde. So wahr mir Gott helfe.“

2Der Eid kann auch ohne religiöse Beteuerung geleistet werden.

## Erläuterungen
Der Amtseid nach dem Grundgesetz (GG) ist vom Bundespräsidenten bei Amtsantritt vor den versammelten Mitgliedern des Bundestages und des Bundesrates zu leisten. Die Ableistung des Amtseides durch den Bundespräsidenten ist verpflichtend, jedoch keine Voraussetzung für den Erwerb des Amtes. Amtshandlungen, die vor Ableistung erfolgten, sind demnach gültig. Leistet der Bundespräsident den Amtseid nicht, können der Bundestag oder der Bundesrat den Bundespräsidenten wegen vorsätzlicher Verletzung des Grundgesetzes vor dem Bundesverfassungsgericht anklagen (Art. 61 GG).
Der Eid kann auch ohne religiöse Beteuerung („So wahr mir Gott helfe“) geleistet werden.
Der Bundeskanzler und die Bundesminister leisten bei der Amtsübernahme vor dem Bundestag ebenfalls den in Artikel 56 vorgesehenen Eid (Art. 64 Abs. 2 GG).
Der Eid der Parlamentarischen Staatssekretäre des Bundes (§ 3 ParlStG), des Bundesbeauftragten für die Unterlagen des Staatssicherheitsdienstes der ehemaligen Deutschen Demokratischen Republik (§ 35 Abs. 3 StUG), des Bundespolizeibeauftragten (§ 11 Abs. 2 PolBeauftrG) sowie des Bundesbeauftragten für den Datenschutz und die Informationsfreiheit (§ 11 Abs. 2 BDSG) entspricht dem Wortlaut des Eides in Artikel 56 Grundgesetz, ist jedoch in Bundesgesetzen geregelt.

## Rechtsvergleich
Der Eid nach Artikel 56 Grundgesetz entspricht dem Eid gemäß Artikel 42 der Weimarer Reichsverfassung (WRV) für den Reichspräsidenten mit dem Unterschied, dass anstelle der Wörter „Grundgesetz“ und „Bundes“ die Wörter „Verfassung“ bzw. „Reichs“ verwendet wurden. Die Beifügung einer religiösen Beteuerung war zulässig (Art. 42 Abs. 3 WRV); ihr Wortlaut war in der Eidesformel jedoch nicht festgelegt. Zum Eid des Reichskanzlers und der Reichsminister machte die Weimarer Reichsverfassung keine Aussage.